# Queso de Cabrales
Queso de Cabrales je sýr s modrou plísní vyráběný ve španělském autonomním společenství Asturias. Od roku 1981 je chráněn evropským nařízením o ochraně označení původu.
Queso de Cabrales se vyrábí z nepasterizovaného kravského mléka nebo smícháním dvou/tří typů mléka (kravského, kozího, ovčího). Zraje v přírodních jeskyních pohoří Picos de Europa 3 až 6 měsíců. Vysoká vlhkost vzduchu (90 %) a teplota mezi 7 a 13 °C napomáhájí rozvoji penicilinové plísně, která vytváří na sýru typické modro-zelené žilkování.
Poslední neděli v srpnu se ve vesnici Arenas de Cabrales každoročně pořádá festival věnovaný tomuto sýru.